# Dayanne da Silva
Maria Dayanne da Silva (São Tomé, 27 de abril de 1992) nadadora paralímpica brasileira.

## Biografia e carreira
Maria Dayanne da Silva é natural de São Tomé, no Rio Grande do Norte. Ela nasceu com má-formação congênita dos membros superiores. Conheceu a natação paralímpica com doze anos de idade quando se mudou para Natal. Lá, ela conheceu Francisco Avelino, amigo do seu pai e medalhista paralímpico nos Jogos de Atenas em 2004, que lhe deu a oportunidade de praticar o esporte.
Foi medalhista parapan-americana em Guadalajara 2011, Toronto 2015 e Lima 2019.
Dayanne é recordista brasileira nos 50 metros borboleta e nos 100 metros costas.

## Principais conquistas
- Jogos Parapan-Americanos de 2011: 50m borboleta classe S6 – bronze[1]
- Jogos Parapan-Americanos de 2015: 50m borboleta classe S6 – ouro[3]
- Jogos Parapan-Americanos de 2019: revezamento 4x100m medley – prata[3][1]